# San Miguel Tlaltepexi
San Miguel Tlaltepexi är en ort i Mexiko.   Den ligger i kommunen Tulcingo och delstaten Puebla, i den sydöstra delen av landet, 180 km söder om huvudstaden Mexico City. San Miguel Tlaltepexi ligger 1 131 meter över havet och antalet invånare är 866.
Terrängen runt San Miguel Tlaltepexi är huvudsakligen kuperad. San Miguel Tlaltepexi ligger nere i en dal. Runt San Miguel Tlaltepexi är det ganska glesbefolkat, med 24 invånare per kvadratkilometer. Närmaste större samhälle är Xochihuehuetlán, 6,9 km väster om San Miguel Tlaltepexi. I omgivningarna runt San Miguel Tlaltepexi växer huvudsakligen savannskog.